# Parham Hall
Pour les articles homonymes, voir Parham.
Parham Hall, appelé aujourd'hui Moat Hall, est un manoir anglais des environs de Framlingham, dans le comté de Suffolk. Il est classé aux monuments historiques.
Parham Hall fut la résidence des barons Willoughby de Parham (en) au XVIe siècle. Catherine Willoughby de Eresby, duchesse de Suffolk, y est née. De 1680 à 1690, elle fut propriété des Corrance de Rendlesham. Elle appartient aujourd'hui à la famille Gray.

## Source
- (en) Cet article est partiellement ou en totalité issu de l’article de Wikipédia en anglais intitulé « Parham Hall » (voir la liste des auteurs).

## Note
1. ↑  Page 1844, pp. 187–190, Augustine Page, A Supplement to the Suffolk Traveller; or Topographical and Genealogical collections, concerning that county, Ipswich, Joshua Page, 1844 (lire en ligne).